# Ultunameteoriten

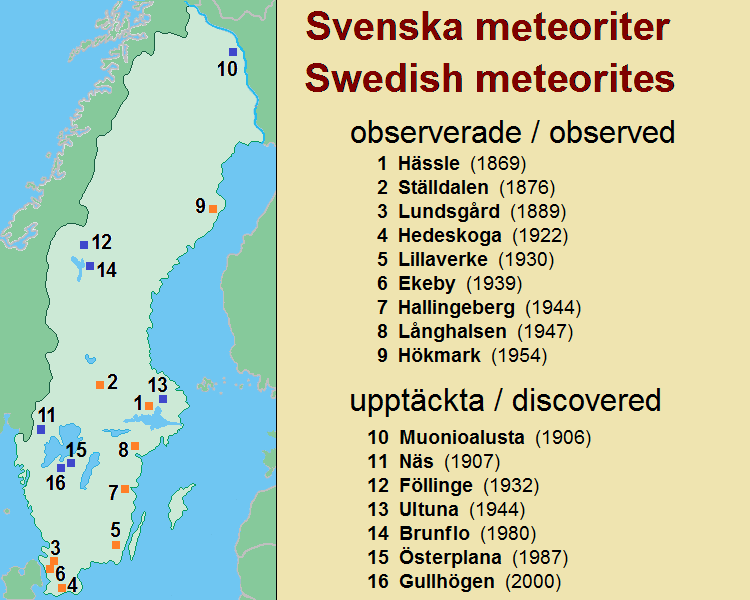
Karta över svenska meteoritnedslag, Ultuna, 1944 (nr 13)

Ultunameteoriten är en stenmeteorit som upptäcktes 1944
Meteoriten är ett av de få upptäckta meteoritnedslagen i Sverige.

## Nedslagsplatsen
Meteoritnedslaget upptäcktes 1944 (vissa källor anger 1942, Geologiska Föreningen i Stockholm Förhandlingar, 1994, vol 116, nr 4, s 234) av Hedvig Margareta Nordenskiöld i samband med utgrävningar kring stadsdelen Ultuna i södra  Uppsala i Uppland.
1994 lämnade Jan Olov Nyström och Frans E Wickman en utförlig beskrivning ("The Ultima and Hessle meteorites, Sweden: Paired falls?", Geologiska Föreningen i Stockholm Förhandlingar, 1994, vol 116, nr 4, s 231-233) om meteoriten och nedslaget. Utifrån de geologiska likheterna med Hesslemeteoriten bedöms Ultunameteoriten eventuellt härstamma från samma nedslag 1896.

## Meteoriten
Meteoriten är en stenmeteorit (Kondriter) och består till största delen av olivin och pyroxen.
Meteoritfyndet bestod av 1 enda sten och vikten uppskattas till cirka 1,9 kg.
Meteoriten förvaras idag på Uppsala universitet (Geovetenskapliga sektionen).